# Ángel Di María
Pour les articles homonymes, voir Di Maria.
Ángel Fabián Di María Hernández, couramment appelé Ángel Di María et surnommé « El Fideo », né le 14 février 1988 à Rosario en Argentine, est un footballeur international argentin qui évolue au poste d'ailier polyvalent ou de milieu offensif à Rosario Central.
Formé dans le club de sa ville natale au Rosario Central, en Argentine, Ángel Di María part à 19 ans au SL Benfica où il attire l'attention sur la scène européenne. En 2010, il signe au Real Madrid et remporte notamment la Ligue des champions en 2014 où il est élu homme du match lors de la finale. Après une saison unique difficile à Manchester United, en Angleterre, il rejoint le Paris Saint-Germain en 2015. Durant ses sept ans en France, El Fideo remporte dix-huit titres et devient le meilleur passeur du club jusqu'à son départ pour la Juventus FC en 2022. Un an plus tard, il fait son retour au SL Benfica. En 2025, il revient dans son club formateur et celui de ses débuts au Rosario Central. 
Avec l'Argentine, Ángel Di María est d'abord sacré champion olympique 2008 et auteur du but vainqueur face au Nigeria avant d'échouer ensuite en finale du Mondial 2014 (forfait en finale) et de la Copa América en 2015 et 2016. Il met fin à cette malédiction, partagée jusque-là comme son illustre compatriote Lionel Messi, en remportant consécutivement la Copa América 2021, la Finalissima 2022 et surtout la Coupe du monde 2022, où il marque à chaque fois en finale. Il prend sa retraite internationale à l'issue de la Copa América 2024 remportée. Il est le 3e joueur le plus sélectionné et considéré comme l'un des meilleurs joueurs de l'histoire de l'Albiceleste. 
Considéré par nombreux comme l'un des joueurs les plus sous-estimés du football moderne, Ángel Di María figure également parmi les deux meilleurs passeurs de l'histoire de la Ligue des champions avec 41 unités, aux côtés de Cristiano Ronaldo (42).

## Biographie

### Carrière en club (2005-)

#### Débuts à Rosario Central (2005-2007)
Ángel Di María commence sa carrière professionnelle en 2005 dans le club qui l'a formé au CA Rosario Central.
En janvier 2007, il a l'occasion de jouer en Russie au Rubin Kazan. Après avoir dans un premier temps accepté, il fait marche arrière et choisit de rester en Argentine. Durant cette année, il réalise une très belle Coupe du monde des moins de 20 ans aux côtés de coéquipiers comme Sergio Agüero ou Mauro Zárate. Il est titré avec l'Argentine, qui conserve son titre, en inscrivant 3 buts lors de cette compétition. À la suite de cette belle performance, il attire l'attention de nombreux clubs et signe au SL Benfica pour 3 millions d'euros, sa première expérience en Europe. Le président du club lisboète, Luís Filipe Vieira, annonce aux supporters lors de la présentation du jeune Argentin que le Benfica a trouvé le parfait remplaçant de son capitaine, Simão, sur le départ.

#### Confirmation au SL Benfica (2007-2010)

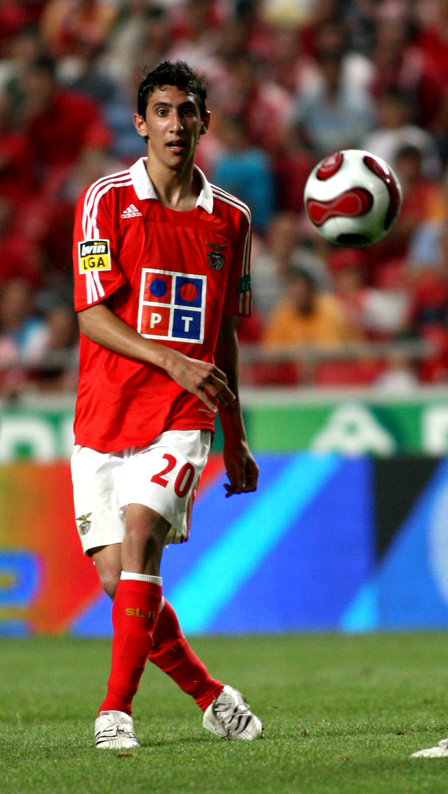
Ángel Di María sous le maillot du SL Benfica.

Ángel Di María confirme les espoirs placés en lui lors de ses premiers mois au Portugal mais aussi en sélection. En effet, en 2008, il réalise de brillants Jeux olympiques à Pékin. Au sein d'une sélection olympique talentueuse (composée de joueurs comme Lionel Messi, Sergio Agüero, Juan Román Riquelme ou Javier Mascherano), il inscrit deux buts décisifs au cours de la compétition : l'un en prolongation contre les Pays-Bas ce qui permet à l'équipe de se qualifier pour les demi-finales et surtout l'autre, en finale, qui offre la médaille d'or à l'Argentine et lui permet de conserver son titre (victoire 1-0 face au Nigeria).
Au SL Benfica, il s'affirme comme un joueur essentiel de l'équipe et inscrit son premier hat-trick (coup du chapeau) contre Leixões, le 27 février 2010. Ses très bonnes performances en club lui permettent d'honorer sa première sélection avec l'équipe nationale argentine le 6 septembre 2008 contre le Paraguay, lors d'un match comptant pour les éliminatoires de la Coupe du monde 2010.
Plusieurs grands clubs européens montrent leur intérêt pour Ángel Di María comme Arsenal, Chelsea, Manchester United, l'AC Milan ou encore le grand Real Madrid. Toutefois, Benfica ne souhaite pas laisser partir sa pépite et prolonge son contrat jusqu'en 2015, portant sa clause libératoire à 40 millions d'euros.

#### Succès européen au Real Madrid (2010-2014)

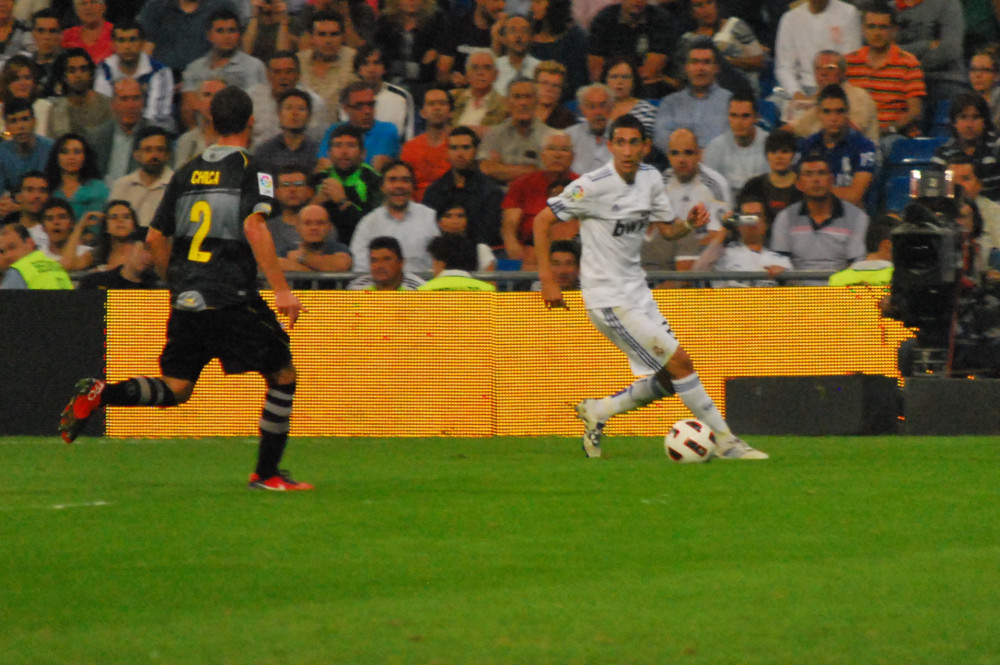
Ángel Di María contre le RCD Espanyol lors du trophée Santiago-Bernabéu 2010.

Le 28 juin 2010, malgré les efforts de Benfica, le Real Madrid annonce être parvenu à un accord avec le club portugais pour le transfert d'Ángel Di María alors que celui-ci est en Afrique du Sud pour disputer la Coupe du monde avec l'Argentine. Le joueur s'engage pour cinq ans et le montant du transfert est évalué à 30 millions d'euros plus divers bonus (11 millions). Le transfert de l'Argentin est définitivement conclu à la suite de sa visite médicale le 8 juillet.
Il fait ses débuts sous ses nouvelles couleurs le 4 août 2010, lors d'un match amical contre les Mexicains de Club América au cours duquel le Real s'impose 2-3. Le 22 août, Di María inscrit son premier but pour le Real lors d'un autre match de présaison contre Hercules. Lors du dernier match de présaison, le 24 août, un exploit individuel lui permet d'ouvrir le score contre Peñarol lors du Trophée Santiago-Bernabéu (2-0).
Le 29 août, il fait ses débuts officiels avec le Real lors d'un match de championnat contre Majorque (0-0). Il ne tarde pas à trouver ses marques. Le 18 septembre, il ouvre le score pour son équipe face à la Real Sociedad d'une belle frappe enroulée du pied droit contribuant à la victoire de son équipe (1-2). Il se montre une nouvelle fois précieux dix jours plus tard, en Ligue des champions, en inscrivant à la 81e minute le but de la victoire de son équipe face à l'AJ Auxerre (0-1).
Di María s'est adapté rapidement à Madrid et est indispensable dans le dispositif de José Mourinho, où il fait partie avec Mesut Özil des distributeurs de caviars de l'équipe. Il a d'ailleurs été élu en novembre 2010 « recrue estivale préférée des supporters » avec 28 % des votes.
Il joue les quatre Clasico face au FC Barcelone en réalisant deux passes décisives, une en finale (en) de la Coupe du Roi pour Cristiano Ronaldo après prolongations (victoire du Real Madrid 1-0 A.P) et une en demi-finale retour de Ligue des champions pour Marcelo (1-1). Di María a réalisé une très grande saison pour sa première année à Madrid, devenant un titulaire indiscutable du onze de José Mourinho. Il peut ainsi se consacrer pleinement à la Copa América avec l'Argentine.
Après la Copa América, Di María rejoint ses coéquipiers à Madrid après que le Real a réalisé une tournée aux États-Unis. Il marque un but et réalise une passe décisive lors des deux matchs de tournée en Chine. Une semaine après le retour de l'équipe à Madrid, il est aligné comme titulaire pour le match aller de la SuperCopa contre le rival barcelonais. Le match se terminera sur un match nul 2-2. Il est également titulaire au match retour perdu 3-2. Le Real Madrid perd encore une fois un titre au profit du FC Barcelone.
Le 14 septembre 2011, le Real Madrid se déplace sur le terrain du Dinamo Zagreb pour le compte de la première journée de Ligue des champions. Le Real Madrid s'impose (0-1) grâce à un but de Di María qui marque à la 58e minute, sur une magnifique action commencé par Karim Benzema, qui élimine un joueur avant de donner la balle à Cristiano Ronaldo, qui l'offre à son coéquipier Marcelo, qui lègue la balle à Di María, qui conclut cette action d'un plat du pied, pleine lucarne. Lors de la journée suivante, le Real Madrid, où Kaká lui est préféré, s'impose 3-0 face à l'Ajax d'Amsterdam, puis cartonne 4 à 0 contre Lyon lors de la 3e journée de la Ligue des champions, où il est cette fois aligné comme titulaire.
En Liga, Di María réalise 5 passes décisives pour Gonzalo Higuaín (3) et Cristiano Ronaldo (2) et se hisse meilleur passeur du championnat avec son coéquipier portugais. Le 6 novembre 2010, il réalisa trois passes décisives face à Osasuna Pampelune pour une victoire 7-1, avant d'être remplacé par Benzema à cause d'une blessure.
Il est de retour deux mois plus tard, mais rechute pour un mois supplémentaire. Malgré tout, dès qu'il aura récupéré, José Mourinho lui rendra sa place de titulaire au détriment de Kaká. L'apport offensif de Di María est peu convaincant depuis son retour, mais son repli défensif demeure toujours aussi efficace. Il est impliqué sur les 2 buts marqués lors du Clasico à Barcelone en avril 2012, puisqu'il tire le corner amenant le premier but et que sur le second but, il efface trois Catalans avant de transmettre la balle à Mesut Özil, qui fera une passe décisive à Cristiano Ronaldo. Lors de l'élimination de son équipe contre le Bayern en Ligue des champions, il provoque le penalty amenant le premier but.
Ángel est annoncé partant du Real Madrid lors de la saison suivante à la suite de l'arrivée de Gareth Bale, destiné à être titularisé au même poste que l'Argentin. Le nouvel entraîneur sur le banc madrilène, Carlo Ancelotti, le dissuade de partir et le convainc qu'il aura le temps de jeu nécessaire pour pouvoir être appelé en Coupe du monde. Il jouera en effet en début de saison à la place du Gallois, qui était blessé, avant de profiter d'une autre blessure, celle de Sami Khedira cette fois-ci, pour évoluer à un poste assez inédit de milieu de terrain. Ce repositionnement forcé s'avérera de plus en plus adapté au jeu de Di María. Ses performances s'enchaînent et s'améliorent au point d'en faire un titulaire indiscutable au sein du schéma tactique du Real Madrid, au point qu'il devient meilleur passeur décisif de la Liga et de la Ligue des champions, avec respectivement 17 et 7 passes décisives à son compteur.
Alors que son départ est pressenti depuis sa finale de Coupe du monde perdue et les arrivées au Real de Toni Kroos et James Rodríguez aux deux postes auxquels il évolue, les Anglais de Manchester United en profitent pour rentrer dans la course à la signature malgré l'indemnité élevée demandée par le Real Madrid.

#### Passage délicat à Manchester United (2014-2015)
Le 26 août 2014, Ángel Di María s'engage pour cinq ans en faveur de Manchester United contre un chèque de 75 millions d'euros. Ce transfert est alors le plus cher de l'histoire de la Premier League, devant celui de son ancien coéquipier, Mesut Özil, du Real à Arsenal l'année précédente, faisant de lui le 7e joueur le plus cher du football, à égalité avec une autre légende madrilène, Zinédine Zidane. À Manchester, l'Argentin hérite du no 7 porté par des légendes du club telles que George Best, Bryan Robson, Éric Cantona, David Beckham ou Cristiano Ronaldo. Il est décisif dès son deuxième match avec Manchester, le 14 septembre contre Queens Park Rangers (4-0), en marquant d'un superbe coup franc direct et délivrant une passe décisive à Juan Mata.
Après un début de saison prometteur, Di María sombre à Manchester. La suite de la saison se révèle cauchemardesque pour lui puisqu'il est mis sur le banc par Louis van Gaal, le manager mancunien, au profit d'Ashley Young. Durant l'été 2015, alors que le Paris Saint-Germain, qui avait déjà tenté de le signer l'été précédent (les restrictions du fair-play financier avaient fait échouer le transfert alors que son contrat était prêt), fait le forcing pour le signer, il demande à quitter le club pour rejoindre les Franciliens. Di María quitte ainsi Manchester United après une saison jugée décevante en tant que joueur le plus cher de l'histoire de la Premier League (il termine tout de même meilleur passeur du club).

#### Légende au Paris Saint-Germain (2015-2022)

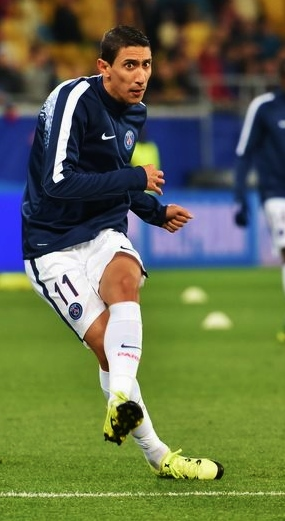
Ángel Di María avec le Paris Saint-Germain en septembre 2015.

Le 6 août 2015, Ángel Di María signe un contrat de quatre ans avec le Paris Saint-Germain, pour un transfert estimé à 63 millions d'euros. Il devient dès lors le 2e joueur le plus cher de l'histoire de la Ligue 1, derrière son néo coéquipier Edinson Cavani. L'Argentin y portera le numéro 11.
Sous les ordres de Laurent Blanc, Di María signe ses débuts avec le PSG lors de la quatrième journée de Ligue 1 face à l'AS Monaco : entré en jeu en deuxième période, il délivre sa première passe décisive en Ligue 1 pour Ezequiel Lavezzi, qui confirme la victoire francilienne sur le score de 0-3. Il marque son premier but sous ses nouvelles couleurs le 15 septembre 2015, lors de la première journée de la Ligue des champions contre Malmö FF, dès la 4e minute de jeu. Il marque son premier but en Ligue 1 le 22 septembre contre Guingamp à la 77e minute, tout en délivrant quelques minutes plus tard une passe décisive à son coéquipier Zlatan Ibrahimović, assurant la victoire 3-0. Di María marque son premier doublé avec le Paris SG à l'occasion d'un match face au Malmo FF en Ligue des Champions (victoire 0-5). Il réalise, de ce fait, l'un des matchs des plus aboutis de sa saison. Le 13 décembre 2015, il réalise son meilleur match sous les couleurs parisiennes en inscrivant un triplé de passes décisives qui permet à son équipe de l'emporter sur le score fleuve de 5-1 contre les vice-champions en titre, l'Olympique lyonnais, et de confirmer la bonne impression qu'il donne depuis son arrivée dans le club de la capitale. Avec deux buts et quatre passes décisives, il est élu meilleur joueur du mois de décembre 2015.
Lors des deux confrontations de Ligue des Champions face au Chelsea FC, il participe à la qualification des Parisiens en quarts de finale. Il délivre notamment une passe décisive pour Zlatan Ibrahimović lors du match retour à Stamford Bridge. Lors des quarts de finale contre Manchester City, Di María et son équipe ne parviennent pas à faire la différence. Ils concèdent le nul au Parc des Princes (2-2) et perdent à l'Etihad Stadium sur le score de 1 à 0.
À la suite de l'élimination en quarts de finale de la Ligue des Champions, le PSG obtient la victoire face à Caen sur le score de 6 à 0. Durant ce match, Ángel Di María se distingue en lobant le gardien cannais Rémy Vercoutre.
Le 23 avril 2016, il remporte la Coupe de la Ligue face au LOSC (victoire 2-1). Il marque le but de la victoire à la suite d'une erreur de la défense lilloise, alors que l'équipe du Paris Saint-Germain jouait à 10 contre 11 après l'expulsion de Rabiot.
Le 14 mai 2016, Ángel Di María devient le meilleur passeur de Ligue 1 avec 18 passes et devance son coéquipier Zlatan Ibrahimović (13 passes) et Ryad Boudebouz (12 passes).
Le 21 mai 2016, il remporte la Coupe de France lors du classique contre l'Olympique de Marseille (victoire 4-2). Di María s'illustre notamment par une passe décisive à Zlatan Ibrahimović, qui jouait son dernier match sous les couleurs du club parisien. Ángel finira sa première saison parisienne avec 47 matchs joués, pour un total de 15 buts et 24 passes décisives toutes compétitions confondues. Il réalise alors sa meilleure saison en tant que professionnel et clôt cette année par un triplé Championnat, Coupe de la Ligue et Coupe de France. Il est également membre de l'équipe type de Ligue 1 par l'UNFP.
En 2016-2017, la direction du club confie les commandes de l'équipe première à Unai Emery. Sous ses ordres, l'Argentin se blesse aux ischio-jambiers durant l'automne. Le 14 février 2017, alors sous le feu des critiques à la suite d'un mauvais début de saison, il est auteur d'un match de haute volée face au FC Barcelone (victoire 4-0), où il réalise notamment un doublé et est élu homme du match. Lors du match retour de ce huitième de finale de Ligue des champions, son équipe subit une terrible remontada au Camp Nou (défaite 6-1).
La saison suivante est encore plus compliquée pour le joueur car il est souvent sur le banc à la suite des arrivées de Kylian Mbappé et de Neymar. Relégué au second plan après le recrutement des deux joueurs les plus chers du monde à ce moment, Di María se contente de miettes lors de la première partie de saison. À la suite de la blessure de Neymar lors de la victoire 3-0 contre Marseille dans le cadre de la 27e journée de Ligue 1, Di María gagne en temps de jeu. Quelques jours plus tard, toujours face à Marseille, il inscrit un doublé en quart de finale de la Coupe de France lors d'une autre victoire 3-0. Il profite aussi de l'absence du Brésilien pour être titulaire lors du huitième de finale retour de la Ligue des champions contre le Real Madrid (qui élimine Paris).
En début de saison 2018-2019, compte tenu de la blessure d'Edinson Cavani et du retour décalé de Kylian Mbappé après son mondial victorieux, Di María commence le championnat contre Caen au Parc des Princes (victoire 3-0) et contre Guingamp au Roudourou (victoire 1-3). Il se voit ensuite repositionné par le nouvel entraîneur Thomas Tuchel pour les matchs contre Angers (victoire 3-1) et Nîmes Olympique (victoire 2-4) où il marque son premier but de la saison sur un corner rentrant à la 40e minute minute de jeu. Convaincu par son nouvel entraineur, le joueur déclare alors qu'il souhaite finir sa carrière européenne à Paris. Le 31 octobre 2018, il prolonge son contrat de deux ans, jusqu'en 2021,,. Le 12 février 2019, il délivre deux passes décisives contre son ancien club Manchester United en 1/8e de finale de la Ligue des Champions.
Après l'hécatombe qui a touché le PSG cette saison là (Neymar et Cavani blessés),, c'est au tour d'Ángel Di María de se blesser lors d'un entraînement alors qu'il est avec la sélection argentine pour la trêve internationale. Le parisien devrait alors faire son retour à la capitale française plus vite que prévu.
Avec le retour de Leonardo comme directeur sportif, la saison 2019-2020 voit se former un quatuor que les médias qualifie de "quatre fantastiques", dont Di María fait partie aux côtés de Mbappé, Neymar et Icardi. Le 18 septembre 2019, l'Argentin est l'auteur d'un doublé face au Real Madrid en Ligue des champions pour un résultat final de 3-0 au Parc des Princes.
Le 19 mai 2021 lors de la finale de la Coupe de France 2021 face à l'AS Monaco (victoire 0-2), Di María délivre sa 104e passe décisive sous le maillot parisien faisant de lui, le meilleur passeur de l'histoire du club en détrônant la légende parisienne Safet Sušić et ses 103 passes décisives.
L'argentin quitte le Paris Saint-Germain en fin de contrat à l'issue de la saison saison 2021-2022. Il dispute son dernier match le 21 mai 2022 au Parc des Princes à l'occasion de la dernière journée de Championnat face au FC Metz (victoire 5-0). Au cours de ce dernier Di María délivre sa 112e passe décisive, celle-ci à Kylian Mbappé (20e minute) puis inscrit le but final de la rencontre (67e minute) avant de fondre en larmes lorsque le stade l'applaudit. Le gaucher sort à la 75e minute sous une haie d'honneur de la part de ses coéquipiers puis avant la remise du titre de Champion de France, l'argentin est alors invité au milieu du rond central avec sa famille et se voit ovationné par l'ensemble de l'enceinte parisienne après une vidéo ainsi que d'autres récompenses en son honneur. En clin d'œil à la célébration lors de la qualification face au Borussia Dortmund en Ligue des champions 2019-2020, Di María et les ultras se retrouvent aux abords du Parc des Princes pour une dernière communion.
En 2022, le magazine So Foot le classe dans le top 1000 des meilleurs joueurs du championnat de France, à la 85e place.

#### Arrivée pour un an à la Juventus FC (2022-2023)
Le 8 juillet 2022, alors libre de tout contrat, Ángel Di María signe un contrat d’un an avec la Juventus FC,,.
Le 6 juin 2023, il annonce son départ de La Vecchia Signora,. Il aura ainsi disputé 40 matchs et inscrit 8 buts sous les couleurs des Bianconeri.
Le 22 juin 2023, la Juventus FC annonce à son tour officiellement le départ d'Ángel Di María,.

#### Retour à Benfica  (2023-2025)
Le 5 juillet 2023, treize ans après l'avoir quitté, Ángel Di María effectue son retour au SL Benfica en signant un contrat d'un an,,.
Le 9 août 2023, il inscrit son premier but depuis son retour à Lisbonne, offrant ainsi la victoire aux siens face au rival du FC Porto à l'occasion de la Supercoupe du Portugal 2023. Également, il est l'unique buteur lors du Clássico remporté (victoire, 1-0) à l'occasion de la 7e journée.
Le 6 août 2024, il prolonge son contrat d'une année supplémentaire,,.

#### Retour au Rosario Central (2025-)
Le 29 mai 2025, le retour d'Ángel Di María dans son club formateur argentin du Rosario Central est annoncé,,. Il joue cependant la Coupe du monde des clubs avec le Benfica avant de devenir officiellement un joueur du club argentin. Pour son retour dans son club formateur, il marque dès son premier match, ouvrant le score sur penalty face au CD Godoy Cruz qui égalise en toute fin de match.

### En sélection nationale (2007-2024)

#### Succès chez les jeunes et médaille d'or aux Jeux olympiques (2007-2008)
En 2007, Di María a été choisi afin de jouer pour l’équipe d'Argentine des moins de 20 ans. Il a été sélectionné pour le Championnat de la CONMEBOL au Paraguay. La même année, il est convoqué pour participer à la Coupe du monde de football des moins de 20 ans. Di María inscrit 3 buts dans le tournoi et voit sa sélection remporter la compétition.
Le 28 janvier 2008, Di María et certains de ses coéquipiers de moins de 20 ans sont appelés pour faire partie de l’équipe d'Argentine pour les Jeux olympiques de Pékin. Il marque le but victorieux en prolongation sur une passe de Lionel Messi à la 105e minute contre les Pays-Bas en quart de finale. Le 23 août, lors de la finale face au Nigéria il inscrit, à la 57e minute, le but gagnant – un lob au-dessus du gardien Ambruse Vanzekin – et offre ainsi la médaille d’or à l’Argentine. C'est la deuxième de la sélection argentine.

#### Débuts senior et en Coupe du Monde (2008-2010)
Le 6 septembre 2008, Di María fait ses débuts avec l'équipe senior lors d'un match contre le Paraguay dans le cadre des éliminatoires pour la Coupe du Monde 2010. Le 19 mai 2010, il est sélectionné par l'entraîneur argentin Diego Maradona parmi une équipe de 23 joueurs pour la Coupe du Monde de la 2010 en Afrique du Sud. Le 24 mai, il marque son premier but international lors d'une victoire (5-0) en amical face au Canada. Lors du Mondial, il aide sa sélection à atteindre les quarts de finale, disputant les cinq matches de l'Argentine dont quatre comme titulaire.
Après la Coupe du monde, le 11 août 2010, Di María a marqué le tout premier but international au nouveau Aviva Stadium de Dublin lors d'un match amical (victoire 1-0) contre la république d'Irlande.

#### Première Copa América et blessure au Mondial (2011-2014)

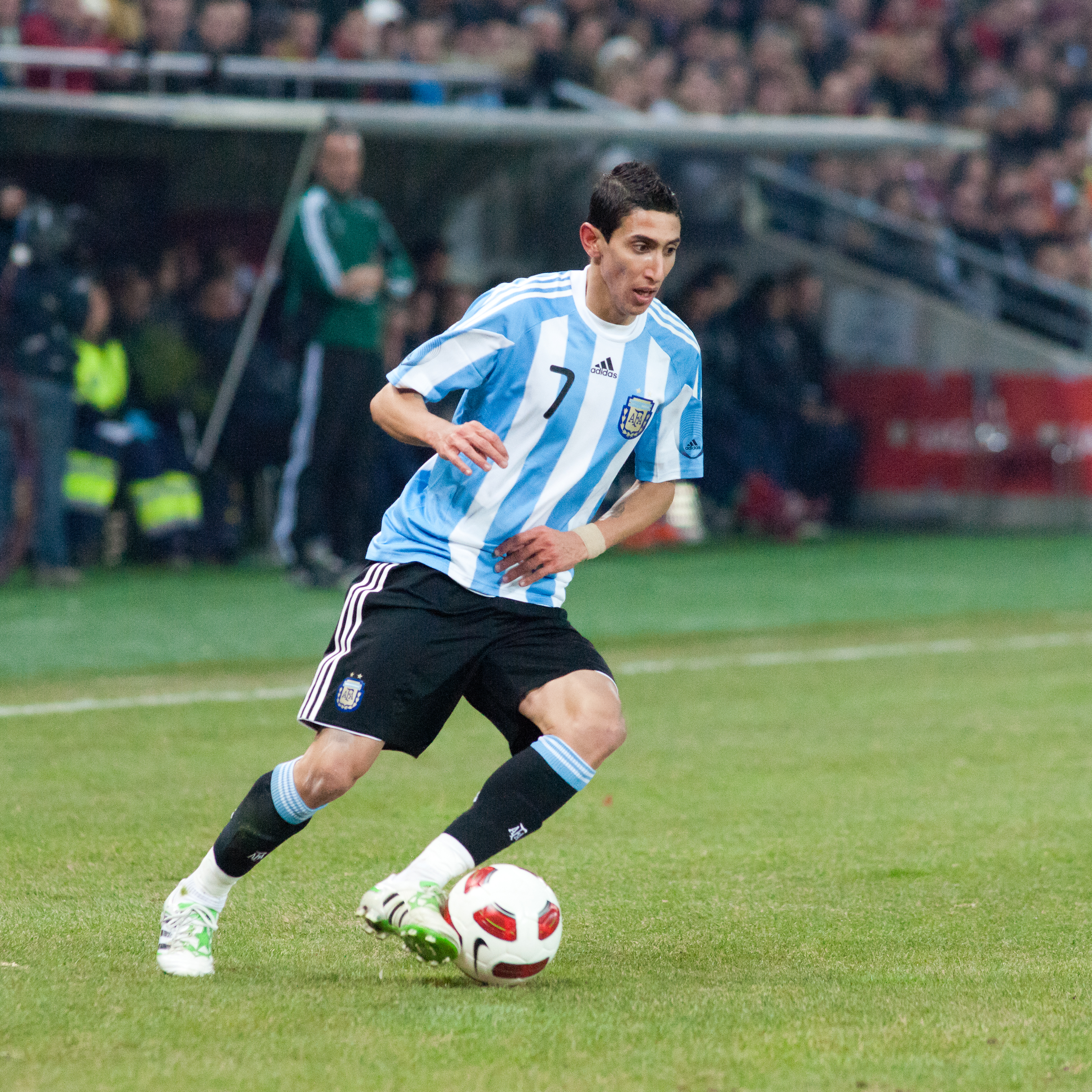
Ángel Di María face au Portugal lors d'un match amical.

Di María apparaît plusieurs fois lors de la Copa América 2011, il marque une fois contre le Costa Rica (victoire 3-0) en phase de groupes.
Di María a fait 12 apparitions lors de la campagne de qualification pour le mondial 2014 et a été nommé dans l'équipe Argentine pour la finale du tournoi. Lors des huitièmes de finale contre la Suisse, Di María marque le seul but du match après 118 minutes, sur une passe décisive de Lionel Messi. Lors du quart de finale contre la Belgique, Di María a subi une déchirure musculaire à la cuisse. Il manque alors la suite du tournoi à la suite de cette blessure. Il a aidé à créer le seul but du match de Gonzalo Higuaín, qui envoie l'Argentine en demi-finale. L'Argentine termine cette édition comme finaliste face à l'Allemagne.
Le 11 juillet, il est nommé sur la liste restreinte de dix hommes pour le prix du Ballon d'Or pour le meilleur joueur du tournoi. Le 3 septembre 2014, lors d'un match amical (victoire 4-2) contre l'Allemagne, Di María a participé aux quatre réalisations (trois passes et un but) de l'Argentine.

#### Deux finales consécutives en Copa (2015-2016)
Le 6 juin 2015, il est sélectionné pour diriger l'équipe en l'absence de Lionel Messi dans un match de préparation contre la Bolivie (victoire 5-0) où il marque deux fois. Une semaine plus tard, lors de leur match d'ouverture du tournoi contre le Paraguay (match nul 2–2), il provoque un penalty que Messi transforme. Le 30 juin, il marque deux fois et délivre une passe pour Sergio Agüero, lors du match face au Paraguay (victoire 6-1) pour atteindre la finale. Dans la première demi-heure de la finale (en) contre le pays hôte, le Chili, il se blesse aux ischio-jambiers. Son équipe perd alors aux tirs au but après un match nul et vierge (0-0).
Lors du match d'ouverture argentin de la Copa América Centenario le 6 juin 2016, un match revanche de la finale du tournoi précédent contre le champion en titre du Chili (victoire 2-1), Di María marque le premier but de la rencontre, puis est passeur sur le but d'Éver Banega. Di María a dédié le but à sa grand-mère, récemment décédée. Le 10 juin lors du deuxième match de groupe contre le Panama (victoire 5-0), il délivre une passeur décisive le premier but de Nicolás Otamendi, mais se blesse lors de la suite de la partie. Il rate alors le reste du tournoi en raison d'une blessure et voit sa sélection perdre en finale (en) dans les mêmes conditions que la dernière fois : une séance de tirs au but perdue après un match sans aucun but.

#### Mondial en Russie puis succès (2018-2022)

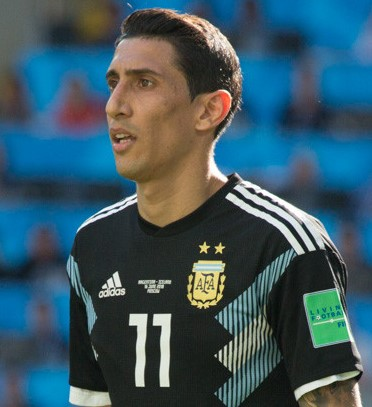
Ángel Di María face à l'Islande lors du Mondial 2018 en Russie.

Le 22 mai 2018, Di María a été nommé dans l'équipe de 23 joueurs par l'entraîneur Jorge Sampaoli pour le Mondial en Russie. Le 30 juin, il a marqué un but à longue portée contre la France (défaite 4-3) qui mène la sélection argentine à quitter la compétition en huitièmes de finale.
Le 21 juin 2021 lors de la Copa América il est passeur sur le seul but du match, marqué par Papu Gómez, lors du troisième match contre le Paraguay, le résultat a permis à son équipe de se qualifier pour les quarts de finale. Lors de la finale du tournoi contre les hôtes du Brésil le 10 juillet, il a marqué l'unique but - un lob similaire à celui de la victoire en 2008 des Jeux olympiques de Pékin - du match pour donner à sa sélection son premier titre depuis 1993 et égaler le record de victoire en Copa América (15) de l'Uruguay.
En juin 2022, il remporte la Coupe des champions CONMEBOL–UEFA (surnommée Finalissima 2022) réunisant le vainqueur de la Copa América et le vainqueur du championnat d'Europe. L'Argentine s'impose 3-0 face à l'Italie ;  Di María marquant le deuxième but.

#### Victoire à la Coupe du monde 2022
Le 11 novembre 2022, il est sélectionné par Lionel Scaloni pour participer à la Coupe du monde 2022 disputée au Qatar, compétition dont il a annoncé au préalable qu'elle marquerait la fin de sa carrière internationale. Sa Coupe du monde est perturbée par des tensions musculaires lors du troisième match de premier tour face à la Pologne, ce qui cause son absence lors du huitième de finale ainsi que la demi-finale et le contraint à ne jouer que 8 minutes lors du quart de finale. Titulaire lors de la finale face à la France, il obtient un penalty que convertit Lionel Messi et inscrit le deuxième but argentin avant d'être remplacé à l'heure de jeu. L'Argentine remporte cette Coupe du monde au terme des tirs au but.

#### Copa América 2024
En novembre 2023, il annonce sa retraite internationale à l'issue de la Copa América 2024, qui aura lieu aux États-Unis de juin à juillet.

## Style de jeu
Ángel Di María est un joueur rapide, vif et doté d'une technique largement au-dessus de la moyenne. Ailier gauche de formation, il est également capable d'évoluer en tant que milieu relayeur avec un profil box-to-box (par exemple, lors de la saison 2013-2014 au Real Madrid, sous Carlo Ancelotti). Il est réputé pour ses multiples buts inscrits en lobant le gardien par une simple pichenette qui en fait de lui sa marque de fabrique. Il est en revanche très peu habile sur son mauvais pied (le droit), ce qui justifie ses nombreuses tentatives de "rabonas" ou coup du foulard.
Sa qualité de passe le rend également décisif lors des phases offensives. Entre son arrivée en Europe en 2010 et le 9 février 2020, il réalise en effet 111 passes décisives. Au sein des cinq meilleurs championnats européens et sur la même période, seul Lionel Messi le surpasse dans ce domaine.

## Statistiques

### En club
| Saison                | Club                  | Championnat           | Championnat | Championnat | Championnat | Coupe nationale | Coupe nationale | Coupe nationale | Coupe de la Ligue | Coupe de la Ligue | Coupe de la Ligue | Supercoupe | Supercoupe | Supercoupe | Compétition(s) continentale(s) | Compétition(s) continentale(s) | Compétition(s) continentale(s) | Compétition(s) continentale(s) | Coupe du monde des clubs | Coupe du monde des clubs | Coupe du monde des clubs | Total | Total | Total |
| Saison                | Club                  | Division              | M.          | B.          | P.d.        | M.              | B.              | P.d.            | M.                | B.                | P.d.              | M.         | B.         | P.d.       | Comp.                          | M.                             | B.                             | P.d.                           | M.                       | B.                       | P.d.                     | M.    | B.    | P.d.  |
| 2005-2006             | Rosario Central       | Primera División      | 10          | 0           | 0           | -               | -               | -               | -                 | -                 | -                 | -          | -          | -          | CL                             | 4                              | 0                              | 0                              | -                        | -                        | -                        | 14    | 0     | 0     |
| 2006-2007             | Rosario Central       | Primera División      | 25          | 6           | 4           | -               | -               | -               | -                 | -                 | -                 | -          | -          | -          | -                              | -                              | -                              | -                              | -                        | -                        | -                        | 25    | 6     | 4     |
| Sous-total            | Sous-total            | Sous-total            | 35          | 6           | 4           | -               | -               | -               | -                 | -                 | -                 | -          | -          | -          | -                              | 4                              | 0                              | 0                              | -                        | -                        | -                        | 39    | 6     | 4     |
| 2007-2008             | Benfica Lisbonne      | Primeira Liga         | 26          | 0           | 4           | 5               | 0               | 0               | 3                 | 0                 | 0                 | -          | -          | -          | C1+C3                          | 7+4                            | 0+1                            | 1+0                            | -                        | -                        | -                        | 45    | 1     | 5     |
| 2008-2009             | Benfica Lisbonne      | Primeira Liga         | 24          | 2           | 1           | -               | -               | -               | 5                 | 1                 | 1                 | -          | -          | -          | C3                             | 5                              | 1                              | 0                              | -                        | -                        | -                        | 34    | 4     | 2     |
| 2009-2010             | Benfica Lisbonne      | Primeira Liga         | 26          | 5           | 11          | 1               | 0               | 0               | 4                 | 1                 | 1                 | -          | -          | -          | C3                             | 14                             | 4                              | 6                              | -                        | -                        | -                        | 45    | 10    | 18    |
| Sous-total            | Sous-total            | Sous-total            | 76          | 7           | 16          | 6               | 0               | 0               | 12                | 2                 | 2                 | -          | -          | -          | -                              | 30                             | 6                              | 7                              | -                        | -                        | -                        | 124   | 15    | 25    |
| 2010-2011             | Real Madrid           | Liga                  | 35          | 6           | 11          | 8               | 0               | 6               | -                 | -                 | -                 | -          | -          | -          | C1                             | 10                             | 3                              | 3                              | -                        | -                        | -                        | 53    | 9     | 20    |
| 2011-2012             | Real Madrid           | Liga                  | 23          | 5           | 15          | -               | -               | -               | -                 | -                 | -                 | 2          | 0          | 0          | C1                             | 7                              | 2                              | 1                              | -                        | -                        | -                        | 32    | 7     | 16    |
| 2012-2013             | Real Madrid           | Liga                  | 32          | 7           | 6           | 7               | 1               | 1               | -                 | -                 | -                 | 2          | 1          | 0          | C1                             | 11                             | 0                              | 4                              | -                        | -                        | -                        | 52    | 9     | 11    |
| 2013-2014             | Real Madrid           | Liga                  | 34          | 4           | 17          | 7               | 4               | 2               | -                 | -                 | -                 | -          | -          | -          | C1                             | 11                             | 3                              | 5                              | -                        | -                        | -                        | 52    | 11    | 24    |
| 2014-2015             | Real Madrid           | Liga                  | -           | -           | -           | -               | -               | -               | -                 | -                 | -                 | 1          | 0          | 0          | C1                             | -                              | -                              | -                              | -                        | -                        | -                        | 1     | 0     | 0     |
| Sous-total            | Sous-total            | Sous-total            | 124         | 22          | 49          | 22              | 5               | 9               | -                 | -                 | -                 | 5          | 1          | 0          | -                              | 39                             | 8                              | 13                             | -                        | -                        | -                        | 190   | 36    | 71    |
| 2014-2015             | Manchester United     | Premier League        | 27          | 3           | 10          | 5               | 1               | 1               | -                 | -                 | -                 | -          | -          | -          | -                              | -                              | -                              | -                              | -                        | -                        | -                        | 32    | 4     | 11    |
| 2015-2016             | Paris Saint-Germain   | Ligue 1               | 29          | 10          | 18          | 4               | 0               | 2               | 4                 | 2                 | 2                 | -          | -          | -          | C1                             | 10                             | 3                              | 2                              | -                        | -                        | -                        | 47    | 15    | 24    |
| 2016-2017             | Paris Saint-Germain   | Ligue 1               | 29          | 6           | 7           | 3               | 1               | 2               | 3                 | 3                 | 4                 | 1          | 0          | 1          | C1                             | 7                              | 4                              | 1                              | -                        | -                        | -                        | 43    | 14    | 15    |
| 2017-2018             | Paris Saint-Germain   | Ligue 1               | 30          | 11          | 6           | 6               | 7               | 3               | 4                 | 2                 | 2                 | -          | -          | -          | C1                             | 5                              | 1                              | 1                              | -                        | -                        | -                        | 45    | 21    | 12    |
| 2018-2019             | Paris Saint-Germain   | Ligue 1               | 30          | 12          | 11          | 4               | 3               | 1               | 2                 | 0                 | 1                 | 1          | 2          | 0          | C1                             | 8                              | 2                              | 3                              | -                        | -                        | -                        | 45    | 19    | 16    |
| 2019-2020             | Paris Saint-Germain   | Ligue 1               | 26          | 8           | 14          | 2               | 0               | 0               | 3                 | 1                 | 2                 | 1          | 1          | 0          | C1                             | 9                              | 3                              | 6                              | -                        | -                        | -                        | 41    | 13    | 22    |
| 2020-2021             | Paris Saint-Germain   | Ligue 1               | 27          | 4           | 9           | 5               | 0               | 2               | -                 | -                 | -                 | 1          | 0          | 0          | C1                             | 10                             | 1                              | 4                              | -                        | -                        | -                        | 43    | 5     | 15    |
| 2021-2022             | Paris Saint-Germain   | Ligue 1               | 26          | 5           | 7           | -               | -               | -               | -                 | -                 | -                 | -          | -          | -          | C1                             | 5                              | 0                              | 1                              | -                        | -                        | -                        | 31    | 5     | 8     |
| Sous-total            | Sous-total            | Sous-total            | 197         | 56          | 72          | 24              | 11              | 10              | 16                | 8                 | 11                | 4          | 3          | 1          | -                              | 54                             | 14                             | 18                             | -                        | -                        | -                        | 295   | 92    | 112   |
| 2022-2023             | Juventus FC           | Serie A               | 27          | 4           | 3           | 3               | 0               | 0               | -                 | -                 | -                 | -          | -          | -          | C1+C3                          | 3+7                            | 0+4                            | 3+0                            | -                        | -                        | -                        | 40    | 8     | 6     |
| 2023-2024             | SL Benfica            | Primeira Liga         | 28          | 9           | 10          | 5               | 0               | 0               | 3                 | 2                 | 0                 | 1          | 1          | 0          | C1+C3                          | 5+6                            | 1+4                            | 1+2                            | -                        | -                        | -                        | 48    | 17    | 13    |
| 2024-2025             | SL Benfica            | Primeira Liga         | 25          | 8           | 5           | 3               | 3               | 1               | 3                 | 3                 | 1                 | -          | -          | -          | C1                             | 9                              | 1                              | 2                              | 4                        | 4                        | 0                        | 44    | 19    | 9     |
| Sous-total            | Sous-total            | Sous-total            | 53          | 17          | 15          | 8               | 3               | 1               | 6                 | 5                 | 1                 | 1          | 1          | 0          | -                              | 20                             | 6                              | 5                              | 4                        | 4                        | 0                        | 92    | 36    | 22    |
| 2025                  | Rosario Central       | Primera División      | 4           | 2           | 0           | -               | -               | -               | -                 | -                 | -                 | -          | -          | -          | -                              | -                              | -                              | -                              | -                        | -                        | -                        | 4     | 2     | 0     |
| Total sur la carrière | Total sur la carrière | Total sur la carrière | 543         | 117         | 169         | 68              | 20              | 21              | 34                | 15                | 14                | 10         | 5          | 1          | -                              | 157                            | 38                             | 46                             | 4                        | 4                        | 0                        | 816   | 199   | 251   |

### En sélection nationale
| Saison                | Sélection             | Phases finales          | Phases finales | Phases finales | Phases finales | Éliminatoires CDM | Éliminatoires CDM | Éliminatoires CDM | Matchs amicaux | Matchs amicaux | Matchs amicaux | Total | Total | Total |
| Saison                | Sélection             | Compétition             | M              | B              | Pd             | M                 | B                 | Pd                | M              | B              | Pd             | M     | B     | Pd    |
| --------------------- | --------------------- | ----------------------- | -------------- | -------------- | -------------- | ----------------- | ----------------- | ----------------- | -------------- | -------------- | -------------- | ----- | ----- | ----- |
| 2008-2009             | Argentine             | -                       | -              | -              | -              | 3                 | 0                 | 0                 | -              | -              | -              | 3     | 0     | 0     |
| 2009-2010             | Argentine             | Coupe du monde 2010     | 5              | 0              | 0              | 2                 | 0                 | 0                 | 3              | 1              | 1              | 10    | 1     | 1     |
| 2010-2011             | Argentine             | Copa América 2011       | 3              | 1              | 0              | -                 | -                 | -                 | 7              | 2              | 0              | 10    | 3     | 0     |
| 2011-2012             | Argentine             | -                       | -              | -              | -              | 3                 | 1                 | 3                 | 3              | 1              | 1              | 6     | 2     | 4     |
| 2012-2013             | Argentine             | -                       | -              | -              | -              | 7                 | 1                 | 3                 | 3              | 1              | 2              | 10    | 2     | 5     |
| 2013-2014             | Argentine             | Coupe du monde 2014     | 5              | 1              | 0              | 2                 | 1                 | 0                 | 6              | 0              | 1              | 13    | 2     | 1     |
| 2014-2015             | Argentine             | Copa América 2015       | 6              | 2              | 2              | -                 | -                 | -                 | 8              | 3              | 4              | 14    | 5     | 6     |
| 2015-2016             | Argentine             | Copa América Centenario | 3              | 1              | 2              | 6                 | 1                 | 0                 | 1              | 0              | 0              | 10    | 2     | 2     |
| 2016-2017             | Argentine             | -                       | -              | -              | -              | 8                 | 1                 | 1                 | 2              | 1              | 1              | 10    | 2     | 2     |
| 2017-2018             | Argentine             | Coupe du monde 2018     | 3              | 1              | 0              | 4                 | 0                 | 1                 | 4              | 0              | 0              | 11    | 1     | 1     |
| 2018-2019             | Argentine             | Copa América 2019       | 5              | 0              | 0              | -                 | -                 | -                 | -              | -              | -              | 5     | 0     | 0     |
| 2020-2021             | Argentine             | Copa América 2021       | 6              | 1              | 1              | 3                 | 0                 | 0                 | -              | -              | -              | 9     | 1     | 1     |
| 2021-2022             | Argentine             | Finalissima 2022        | 1              | 1              | 0              | 10                | 3                 | 1                 | -              | -              | -              | 11    | 4     | 1     |
| 2022-2023             | Argentine             | Coupe du monde 2022     | 5              | 1              | 1              | -                 | -                 | -                 | 4              | 3              | 1              | 9     | 4     | 2     |
| 2023-2024             | Argentine             | Copa América 2024       | 5              | 0              | 1              | 4                 | 0                 | 2                 | 4              | 2              | 2              | 13    | 2     | 5     |
| Total sur la carrière | Total sur la carrière | Total sur la carrière   | 47             | 9              | 7              | 52                | 8                 | 11                | 46             | 14             | 13             | 145   | 31    | 31    |

### Buts internationaux
| 0   | Date              | Lieu                                                          | Compétition                                  | Résultat        | Adversaire           | Détail | Détail             | Détail | Sél. |
| --- | ----------------- | ------------------------------------------------------------- | -------------------------------------------- | --------------- | -------------------- | ------ | ------------------ | ------ | ---- |
| 1er | 24 mai 2010       | Stade Monumental, Buenos Aires, Argentine                     | Match amical                                 | V 5-0           | Canada               | 37e    | du pied gauche     | 3-0    | 8e   |
| 2e  | 11 août 2010      | Lansdowne Road, Dublin, Irlande                               | Match amical                                 | V 0-1           | République d'Irlande | 20e    | du pied gauche     | 0-1    | 14e  |
| 3e  | 9 février 2011    | Stade de Genève, Lancy, Suisse                                | Match amical                                 | V 1-2           | Portugal             | 14e    | du pied gauche     | 0-1    | 18e  |
| 4e  | 11 juillet 2011   | Stade Mario-Alberto-Kempes, Córdoba, Argentine                | Premier tour de la Copa América 2011         | V 3-0           | Costa Rica           | 64e    | du pied gauche     | 3-0    | 22e  |
| 5e  | 6 septembre 2011  | Bangabandhu National Stadium, Dacca, Bangladesh               | Match amical                                 | V 3-1           | Nigeria              | 26e    | du pied gauche     | 2-0    | 25e  |
| 6e  | 2 juin 2012       | Stade Monumental, Buenos Aires, Argentine                     | Éliminatoires Coupe du monde 2014            | V 4-0           | Équateur             | 75e    | du pied gauche     | 4-0    | 28e  |
| 7e  | 15 août 2012      | Deutsche Bank Park, Francfort, Allemagne                      | Match amical                                 | V 1-3           | Allemagne            | 73e    | du pied gauche     | 0-3    | 30e  |
| 8e  | 7 septembre 2012  | Stade Mario Alberto Kempes, Cordoue, Argentine                | Éliminatoires Coupe du monde 2014            | V 3-1           | Paraguay             | 3e     | du pied gauche     | 1-0    | 31e  |
| 9e  | 10 septembre 2013 | Estadio Defensores del Chaco, Asuncion, Paraguay              | Éliminatoires Coupe du monde 2014            | V 2-5           | Paraguay             | 50e    | du pied gauche     | 1-3    | 41e  |
| 10e | 1er juillet 2014  | Arena de São Paulo, São Paulo, Brésil                         | Huitième de finale de la Coupe du monde 2014 | V 1-0 a.p.      | Suisse               | 118e   | du pied gauche     | 1-0    | 51e  |
| 11e | 3 septembre 2014  | Esprit Arena, Düsseldorf, Allemagne                           | Match amical                                 | V 2-4           | Allemagne            | 50e    | du pied gauche     | 0-4    | 53e  |
| 12e | 6 juin 2015       | Stade du bicentenaire, San Juan, Argentine                    | Match amical                                 | V 5-0           | Bolivie              | 45e    | du pied gauche     | 1-0    | 60e  |
| 13e | 6 juin 2015       | Stade du bicentenaire, San Juan, Argentine                    | Match amical                                 | V 5-0           | Bolivie              | 55e    | s.p du pied gauche | 5-0    | 60e  |
| 14e | 6 juin 2015       | Estadio Municipal de Concepción, Concepción, Chili            | Demi-finale de la Copa América 2015          | V 6-1           | Paraguay             | 47e    | du pied gauche     | 3-1    | 65e  |
| 15e | 6 juin 2015       | Estadio Municipal de Concepción, Concepción, Chili            | Demi-finale de la Copa América 2015          | V 6-1           | Paraguay             | 53e    | du pied gauche     | 4-1    | 65e  |
| 16e | 24 mars 2016      | Stade national, Santiago, Chili                               | Éliminatoires Coupe du monde 2018            | V 1-2           | Chili                | 19e    | du pied droit      | 1-1    | 71e  |
| 17e | 6 juin 2016       | Levi's Stadium, Santa Clara, États-Unis                       | Premier tour de la Copa América Centenario   | V 2-1           | Chili                | 51e    | du pied gauche     | 1-0    | 74e  |
| 18e | 15 novembre 2016  | Stade du bicentenaire, San Juan, Argentine                    | Éliminatoires Coupe du monde 2018            | V 3-0           | Colombie             | 83e    | du pied gauche     | 3-0    | 82e  |
| 19e | 13 juin 2017      | Stade national, Singapour                                     | Match amical                                 | V 0-6           | Singapour            | 90+3e  | du pied droit      | 0-6    | 86e  |
| 20e | 30 juin 2018      | Kazan Arena, Kazan, Russie                                    | Huitième de finale de la Coupe du monde 2018 | D 4-3           | France               | 41e    | du pied gauche     | 1-1    | 97e  |
| 21e | 10 juillet 2021   | Stade Maracanã, Rio de Janeiro, Brésil                        | Finale de la Copa América 2021               | V 1-0           | Brésil               | 22e    | du pied gauche     | 1-0    | 111e |
| 22e | 12 novembre 2021  | Estadio Campeón del Siglo, Montevideo, Uruguay                | Éliminatoires Coupe du monde 2022            | V 0-1           | Uruguay              | 7e     | du pied gauche     | 0-1    | 117e |
| 23e | 27 janvier 2022   | Estadio Zorros del Desierto (en), Calama, Chili               | Éliminatoires Coupe du monde 2022            | V 1-2           | Chili                | 9e     | du pied gauche     | 0-1    | 119e |
| 24e | 25 mars 2022      | La Bombonera, Buenos Aires, Argentine                         | Éliminatoires Coupe du monde 2022            | V 3-0           | Venezuela            | 79e    | du pied gauche     | 2-0    | 121e |
| 25e | 1er juin 2022     | Stade de Wembley, Londres, Royaume-Uni                        | Finalissima 2022                             | V 0-3           | Italie               | 45+1e  | du pied gauche     | 0-2    | 122e |
| 26e | 16 novembre 2022  | Stade Cheikh-Zayed, Abou Dabi, Émirats arabes unis            | Match amical                                 | V 0-5           | Émirats arabes unis  | 25e    | du pied gauche     | 0-2    | 124e |
| 27e | 16 novembre 2022  | Stade Cheikh-Zayed, Abou Dabi, Émirats arabes unis            | Match amical                                 | V 0-5           | Émirats arabes unis  | 36e    | du pied gauche     | 0-3    | 124e |
| 28e | 18 décembre 2022  | Stade de Lusail, Lusail, Qatar                                | Finale de la Coupe du monde 2022             | N 3-3 4-2 t.a.b | France               | 36e    | du pied gauche     | 2-0    | 129e |
| 29e | 29 mars 2023      | Stade Único Madre de Ciudades, Santiago del Estero, Argentine | Match amical                                 | V 7-0           | Curaçao              | 78e    | s.p du pied gauche | 6-0    | 131e |
| 30e | 27 mars 2024      | Los Angeles Memorial Coliseum, Los Angeles, États-Unis        | Match amical                                 | V 3-1           | Costa Rica           | 52e    | c.f du pied gauche | 1-1    | 138e |

## Palmarès

### En club
Ángel Di María est passé par cinq clubs professionnels au cours de sa carrière et évolue actuellement à Benfica :
| SL Benfica (5) | Real Madrid CF (6) | Paris Saint-Germain FC (18) |
| --- | --- | --- |
| - Championnat du Portugal (1) - Champion : 2010. - Vice-champion : 2024 et 2025 - Coupe de la Ligue (3) - Vainqueur : 2009, 2010 et 2025. - Supercoupe du Portugal (1) - Vainqueur : 2023. - Coupe du Portugal - Finaliste : 2025 | - Ligue des champions (1) - Vainqueur : 2014. - Championnat d'Espagne (1) - Champion : 2012. - Vice-champion : 2011 et 2013. - Coupe d'Espagne (2) - Vainqueur : 2011 et 2014. - Finaliste : 2013. - Supercoupe d'Espagne (1) - Vainqueur : 2012. - Finaliste : 2011 et 2014. - Supercoupe de l'UEFA (1) - Vainqueur : 2014. | - Ligue des champions : - Finaliste : 2020. - Championnat de France (5) - Champion : 2016, 2018, 2019, 2020 et 2022. - Vice-champion : 2017 et 2021. - Coupe de France (5) - Vainqueur : 2016, 2017, 2018, 2020 et 2021. - Finaliste : 2019. - Coupe de la Ligue (4) - Vainqueur : 2016, 2017, 2018 et 2020. - Trophée des champions (4) - Vainqueur : 2016, 2018, 2019 et 2020. |

### En sélection nationale
Avec l'Albiceleste, Ángel Di María est finaliste de la Coupe du monde 2014. Il a gagné la Copa América  en 2021, après avoir été deux fois finaliste en 2015 et en 2016, deux titres perdus face au Chili. Plus jeune, il remporte la Coupe du monde des moins de 20 ans en 2007 avec l'équipe d'Argentine de cette même catégorie d'âge avant de gagner un an plus tard la médaille d'or aux Jeux olympiques de Pékin avec la sélection d'Argentine olympique. Le 18 décembre 2022, il gagne la coupe du monde de football au Qatar.
| Équipe d'Argentine (4) | Argentine olympique (1)       | Argentine -20 ans (1)                  |
| --- | ----------------------------- | -------------------------------------- |
| - Coupe du monde : - Vainqueur : 2022. - Finaliste : 2014. - Copa América : - Vainqueur : 2021 et 2024. - Finaliste : 2015 et 2016. - Coupe des champions CONMEBOL–UEFA : - Vainqueur : 2022. | - Jeux olympiques : - : 2008. | - Coupe du monde : - Vainqueur : 2007. |

### Distinctions personnelles
- Élu Footballeur argentin de l'année en 2014[57].
- Membre de l'équipe type de l'année UEFA en 2014.
- Membre de l'équipe type de la Ligue des champions de l'UEFA en 2014 et 2020.
- Membre de l'équipe type de la Coupe du monde 2014.
- Meilleur passeur du championnat d'Espagne en 2014.
- Élu meilleur joueur du Championnat du Portugal en 2010
- Élu homme du match lors de la finale de la Ligue des champions de l'UEFA en 2014.
- Élu meilleur joueur du mois de décembre 2015 de Ligue 1[6].
- Élu meilleur joueur du Trophée des champions en 2016 et 2018.
- Meilleur passeur de Ligue 1 en 2016 et en 2020.
- Co-meilleur passeur de la Ligue des champions de l'UEFA en 2020[58].
- Membre de l'équipe type de la Ligue 1 en 2016 et 2019.
- Élu Joueur étranger de l'année de Ligue 1 en 2019[59].
- Co-meilleur buteur de la Coupe de France en 2018.

### Records et faits notables
- Meilleur passeur de l'histoire du Paris Saint-Germain (112) après avoir détrôné Safet Sušić (103) le 19 mai 2021[60].
- Joueur le plus de fois nommé homme du match (2) dans l'histoire du Trophée des champions.
- 2e meilleur passeur (41) de l'histoire de la Ligue des champions.
- 4e joueur le plus capé (121) de l'histoire de la sélection Argentine.

## Vie privée
Ángel Di María rencontre sa compagne Jorgelina Cardoso en 2008, puis se marie en 2011. Ensemble ils ont deux filles : Mia née le 17 novembre 2013 et Pia née le 3 novembre 2017. Il est d'origine italienne et possède cette nationalité.
Le 14 mars 2021, alors que le Paris Saint-Germain affronte le FC Nantes au Parc des Princes, Di María se voit être sorti du terrain dans l'incompréhension. Il est alerté par la suite que son domicile a été victime d'un cambriolage alors que sa famille était présente et se trouve sous le choc. L'argentin est d'autant plus touché que c'est la seconde fois que cela lui arrive, après un premier traumatisme en 2015 lors de son passage à Manchester.
En octobre 2021, son nom est cité dans les Pandora Papers.